# Europameisterschaften im Steherrennen
Die Europameisterschaften im Steherrennen sind ein kontinentaler Wettbewerb im Bahnradsport, der in der Disziplin Steherrennen ausgetragen wird, um den europäischen Titelträger zu ermitteln. Nachdem das Steherrennen als Disziplin anlässlich der Bahnradsport-Weltmeisterschaften 1994 abgeschafft wurde, ist die Europameisterschaft der wichtigste internationale Wettkampf der Steher.

## Geschichte
Die ersten Europameisterschaften fanden auf Initiative privater Rennveranstalter statt. 1896 wurde der erste Titelträger ermittelt, es gewann Lucien Lesna. Später übernahm die Union Cycliste Internationale (UCI), der internationale Radsportverband, die Meisterschaft und übertrug die Austragung einzelnen Veranstaltern. 1920 beschloss die UCI auf dem Antwerpener Kongress, die Europameisterschaften abzuschaffen. Im September 1948 wurden von der Vereinigung der Winterbahn-Veranstalter Europameisterschaften neu ins Leben gerufen, die nach einem Konflikt mit der UCI den Namen „Criterium d’Europe“ trugen und inoffiziellen Charakter hatten. Ab 1956 veranstaltete die Union Internationale des Vélodromes (UIV) (ein internationaler Verband der Betreiber von Radrennbahnen und Organisatoren von Profirennen im Bahnradsport) die Meisterschaft. In dieser Zeit fanden die Titelkämpfe überwiegend auf Winterbahnen und zum Teil innerhalb von Sechstagerennen statt. Startberechtigt zu dieser Zeit waren auch außereuropäische Radrennfahrer. In einigen Jahren wurde die Meisterschaft in mehreren Läufen auf verschiedenen Winterbahnen nach einer Punktewertung vergeben. Von 1971 bis 1990 waren die Titelkämpfe dann von der UCI als offizielle Meisterschaften anerkannt. Seit Bestehen der Union Européenne de Cyclisme (UEC) (Europäischer Radsportverband) 1995 richtet dieser die Meisterschaft aus. Seit Ende der 1990er Jahre wurden Steherrennen in immer weniger Ländern veranstaltet, so dass auch die Zahl der Teilnehmer an den Europameisterschaften kleiner wurde. 2019 in Pordenone waren noch Fahrer aus sieben Ländern am Start. Die Distanzen der Meisterschaften betrugen zwischen 70 und 100 Kilometer oder auch ein Stunde. In einigen Jahren wurde der Titel zweimal im Jahr vergeben. Erfolgreichste Fahrer mit jeweils fünf Titeln sind bisher Thaddäus Robl, Adolph Verschueren, Wilfried Peffgen und Dieter Kemper.

## Palmarès
| Jahr      | Sieger                | Zweiter               | Dritter             |
| --------- | --------------------- | --------------------- | ------------------- |
| 1896      | Lucien Lesna          | Paul Mündner          | Alphonse Baugé      |
| 1897      | Franz Gerger          | Henri Luyten          | Alfred Köcher       |
| 1898      | Lucien Lesna          | Wilhelm Struck        | Paul Becker         |
| 1899      | Arthur Adalbert Chase | Albert Edward Walters | Émile Bouhours      |
| 1900      | Piet Dickentman       | Constant Huret        | Edouard Taylor      |
| 1901      | Thaddäus Robl         | Piet Dickentman       | Fritz Ryser         |
| 1902      | Thaddäus Robl         | Henri Contenet        | Jimmy Michael       |
| 1903      | Thaddäus Robl         | Paul Dangla           | Piet Dickentman     |
| 1904      | Thaddäus Robl         | Tommy Hall            | Piet Dickentman     |
| 1905      | Paul Guignard         | Thaddäus Robl         | Louis Darragon      |
| 1906      | Paul Guignard         | Robert Walthour       | Thaddäus Robl       |
| 1907      | Thaddäus Robl         | Piet Dickentman       | Arthur Vanderstuyft |
| 1908      | Arthur Stellbrink     | Paul Guignard         | Peter Günther       |
| 1909      | Paul Guignard         | Albert Schipke        | Thaddäus Robl       |
| 1910      | Fritz Theile          | Robert Walthour       | Fritz Ryser         |
| 1911 (1)  | Jimmy Moran           | Paul Guignard         | Willi Mauss         |
| 1911 (2)  | Robert Walthour       | Peter Günther         | Richard Scheuermann |
| 1912      | Paul Guignard         | Peter Günther         | Karl Saldow         |
| 1913      | Victor Linart         | Paul Guignard         | Gustav Janke        |
| 1914      | Peter Günther         | Jacob Esser           |                     |
| 1920      | Georges Sérès sr.     | Jules Miquel          | Karel Verkeyn       |
| 1948–1949 | Jacques Besson        | Elia Frosio           | August Meuleman     |
| 1950      | Jacques Besson        | Raoul Lesueur         | Elia Frosio         |
| 1951      | Raoul Lesueur         | Elia Frosio           | Cor Bakker          |
| 1952      | Adolf Verschueren     | Raoul Lesueur         | Erich Bautz         |
| 1953      | Roger Queugnet        | Adolph Verschueren    | Roger Godeau        |
| 1954      | Adolph Verschueren    | Horst Holzmann        | Guy Bethery         |
| 1955 (1)  | Lothar Schiller       | Adolph Verschueren    | Jacques Besson      |
| 1955 (2)  | Karl-Heinz Marsell    | Adolph Verschueren    | Graeme French       |
| 1956      | Adolph Verschueren    | Roger Godeau          | Graeme French       |
| 1957      | Karl-Heinz Marsell    | Paul Depaepe          | Walter Bucher       |
| 1959 (1)  | Adolph Verschueren    | Guillermo Timoner     | Valentin Petry      |
| 1959 (2)  | Karl-Heinz Marsell    | Guillermo Timoner     | Norbert Koch        |
| 1961 (1)  | Adolph Verschueren    | Wout Wagtmans         | Otto Altweck        |
| 1961 (2)  | Paul Depaepe          | Jean Raynal           | Karl-Heinz Marsell  |
| 1963      | Paul Depaepe          | Karl-Heinz Marsell    | Guillermo Timoner   |
| 1964      | Paul Depaepe          | Guillermo Timoner     | Leo Proost          |
| 1965 (1)  | Leo Proost            | Jacob Oudkerk         | Domenico De Lillo   |
| 1965 (2)  | Leo Proost            | Ehrenfried Rudolph    | Guillermo Timoner   |
| 1967 (1)  | Dieter Kemper         | Romain De Loof        | Ehrenfried Rudolph  |
| 1967 (2)  | Jacob Oudkerk         | Ehrenfried Rudolph    | Romain De Loof      |
| 1969 (1)  | Dieter Kemper         | Jacob Oudkerk         | Ehrenfried Rudolph  |
| 1969 (2)  | Hennes Junkermann     | Jacob Oudkerk         | Ehrenfried Rudolph  |
| 1971      | Ehrenfried Rudolph    | Dieter Kemper         | Jacob Oudkerk       |
| 1972      | Dieter Kemper         | Theo Verschueren      | Jacob Oudkerk       |
| 1973      | Dieter Kemper         | Theo Verschueren      | Piet de Wit         |
| 1974      | Cees Stam             | Piet de Wit           | Romain De Loof      |
| 1975      | Dieter Kemper         | Cees Stam             | Wilfried Peffgen    |
| 1976 (1)  | Cees Stam             | Dieter Kemper         | René Pijnen         |
| 1976 (2)  | Wilfried Peffgen      | René Savary           | Walter Avogadri     |
| 1977      | Wilfried Peffgen      | René Savary           | Willy De Bosscher   |
| 1978      | Wilfried Peffgen      | Horst Schütz          | Martin Venix        |
| 1979      | Wilfried Peffgen      | Horst Schütz          | Martin Venix        |
| 1980      | Wilfried Peffgen      | Horst Schütz          | Martin Venix        |
| 1981      | Horst Schütz          | René Kos              | Wilfried Peffgen    |
| 1982      | Horst Schütz          | Max Hürzeler          | Wilfried Peffgen    |
| 1983      | Max Hürzeler          | Martin Venix          | Bruno Vicino        |
| 1984      | Werner Betz           | Constant Tourné       | Horst Schütz        |
| 1985      | Werner Betz           | Max Hürzeler          | Bruno Vicino        |
| 1986      | Max Hürzeler          | Mathieu Hermans       | Peter Steiger       |
| 1987      | Max Hürzeler          | Peter Steiger         | Constant Tourné     |
| 1988      | Danny Clark           | Constant Tourné       | Torsten Rellensmann |
| 1989      | Torsten Rellensmann   | Roland Günther        | Peter Steiger       |
| 1990      | Torsten Rellensmann   | Andrea Bellati        | Roland Günther      |
| 1995      | Arno Küttel           | Carsten Podlesch      | Roland Königshofer  |
| 1996      | Carsten Podlesch      | Richi Rossi           | Roland Königshofer  |
| 1997      | Sabino Cannone        | Hanskurt Brand        | Carsten Podlesch    |
| 1998      | Hanskurt Brand        | Ronald Rol            | Patrick Kops        |
| 2000      | Carsten Podlesch      | Stefan Klare          | Sabino Cannone      |
| 2001      | Carsten Podlesch      | Sabino Cannone        | Stefan Klare        |
| 2006      | Giuseppe Atzeni       | Carsten Podlesch      | Timo Scholz         |
| 2007      | Timo Scholz           | Mario Vonhof          | Peter Jörg          |
| 2008      | Timo Scholz           | Reinier Honig         | Peter Jörg          |
| 2009      | Giuseppe Atzeni       | Mario Vonhof          | Peter Jörg          |
| 2010      | Giuseppe Atzeni       | Patrick Kos           | Bob Stöpler         |
| 2011      | Patrick Kos           | Giuseppe Atzeni       | Mario Birrer        |
| 2012      | abgebrochen           |                       |                     |
| 2013      | Mario Birrer          | Florian Fernow        | Giuseppe Atzeni     |
| 2014      | Mario Birrer          | Stefan Schäfer        | Patrick Kos         |
| 2015      | nicht ausgetragen     |                       |                     |
| 2016      | Stefan Schäfer        | Franz Schiewer        | Giuseppe Atzeni     |
| 2017      | Franz Schiewer        | Reinier Honig         | Stefan Schäfer      |
| 2018      | Franz Schiewer        | Reinier Honig         | Daniel Harnisch     |
| 2019      | Reinier Honig         | Christoph Schweizer   | Daniel Harnisch     |
| 2020–2021 | nicht ausgetragen     |                       |                     |
| 2022      | Kévin Fouache         | Giuseppe Atzeni       | Daniel Harnisch     |
| 2023      | Reinier Honig         | Daniel Harnisch       | Robert Retschke     |
| 2024      | nicht ausgetragen     |                       |                     |